# Léon-Paul Classe
Léon-Paul Classe (Metz, 28 de juny de 1874 – Bujumbura, 31 de gener de 1945) va ser un religiós francès, bisbe de Kabgayi de 1922 a 1945 i vicari apostòlic de Ruanda. Durant el seu temps com a sacerdot missioner i després bisbe, molts ruandesos van ser convertits al cristianisme. Classe va influir en la persuasió de l'administració colonial belga d'afavorir els tutsis com una casta governant al país sobre la majoria hutu.

## Primers anys
Quan tenia sis anys, la seva família es va traslladar a París. Va ser l'ensenyament secundari a Saint-Nicolas-du-Chardonnet i després al seminari menor de Versalles. Després va anar al seminari major d'Issy-les-Moulineux a estudia filosofia. En 1896 fou acceptat en la Societat dels Missioners d'Àfrica (Pares Blancs).
El 31 de març de 1900 fou ordenat sacerdot per Léon Livinhac, el Superior General de la Societat.
Alguns mesos més tard fou enviat a John Joseph Hirth, Vicari Apostòlic de Sud Nyanza, com a assistent.

## Missioner
Classe va ser un dels dos primers missioners enviats a Ruanda. El governant, el rei Yuhi V de Ruanda, era al principi hostil a la seva missió. Més tard, a Classe es va permetre fer molts conversos. A Ruanda va ajudar a fundar les missions de Nyundo i Rwaza (nord). En 1907 Hirth el va nomenat vicari general delegat a Ruanda.,
El 12 de desembre de 1912, Jean-Joseph Hirth va ser nomenat el primer Vicari Apostòlic de Kivu, que abastava les actuals Ruanda i Burundi moderns. Hirth va nomenar Classe el seu vicari general a Ruanda.
Classe era un admirador de l'elit Tutsi, als qui considerava governants naturals del país. Per a Classe, l'estructura política de Ruanda era molt semblant a l'estructura feudal de l'Edat Mitjana a Europa. Com a presumpte expert en el país, el seu document de 1916 sobre l'organització política va tenir una gran influència en el pensament de l'administració belga, que va donar suport a la posició de lideratge dels tutsis.
En 1920, quan els territoris de l'Àfrica Oriental Alemanya foren dividits pels vencedors de la Primera Guerra Mundial, hi va haver un debat entre els belgues i els britànics sobre els límits de Ruanda. Les autoritats colonials belgues van demanar a Hirth que estudiés l'efecte de cedir part de l'est del país als britànics, i Hirth va delegar la tasca a Classe.
Classe va donar el seu treball a les autoritats colonials abans de deixar Ruanda per Algèria el 20 d'agost de 1920.
El seu treball, ple d'elogis per l'únic país africà amb la seva aristocràcia tutsi, es va presentar com a memoràndum als britànics al març de 1922. Va influir en la prevenció de la partició del país.

## Bisbe
Classe fou cridat novament el 1920 a causa de desacords entre els missioners sobre quant haurien d'estar involucrats en la política. A Europa, els seus superiors eren plenament confiats en la seva capacitat, i la seva assistència en la qüestió de les fronteres orientals va guanyar el suport del ministeri colonial belga. El Vicariat Apostòlic de Ruanda es va crear el 25 d'abril de 1922 amb la part nord de l'antic Vicariat Apostòlic de Kivu, servint el territori del que és ara Ruanda.
Classe va ser nomenat Vicari Apostòlic de Ruanda el 10 d'abril de 1922, i el 26 d'abril de 1922 va ser nomenat Bisbe Titular de Maxula Prates.
Classe va romandre com un partidari compromès de la classe dirigent tutsi. En una carta dirigida al comissari belga resident el 21 de setembre de 1927, va dir que els joves tutsis serien un gran suport per ajudar a la colònia a avançar. Els hutus rebrien moltes més ordres dels nobles tutsi que els comuns. El 1930 va tornar a dir que la supressió de la casta tutsi provocaria un gran dany, el que conduiria a l'anarquia i el comunisme viciosament anti-europeu. Els tutsis eren intel·ligents, actius i capaços d'entendre idees progressives.
Classe va tenir un paper important en la deposició de Yuhi V de Ruanda en 1931 i en l'elecció del seu successor,
Mutara III Rudahigwa, que aleshores era un catequista catòlic. El 1943, tots llevat dos dels cinquanta-dos caps de Ruanda eren cristians.
Aquest any Classe va batejar al Rei Mutara III Rudahigwa en una cerimònia a la qual van assistir els caps.
Classe va dissenyar molts edificis de l'església a Ruanda.
Va morir a Bujumbura, Burundi, el 31 de gener de1 945 i fou succeït per Laurent-François Déprimoz.
Va ser enterrat a la catedral de Kabgayi.